# Pleißemühlgraben
Der Pleißemühlgraben (z. T. auch Pleißmühlgraben genannt) ist ein künstlich angelegter Nebenarm der Pleiße im Stadtgebiet von Leipzig.

## Lage
Er erstreckt sich heute über eine Länge von etwa 3150 Metern vom Connewitzer Pleißewehr im Süden bis zur Einmündung in den Elstermühlgraben im Norden. Der nördlichste, etwa 580 Meter lange Abschnitt vom Naturkundemuseum bis zur damaligen Einmündung der Parthe auf dem Gelände des Zoos ist seit den 1950er Jahren verfüllt worden; seitdem nutzt die Parthe ab dort das ehemalige Bett des Pleißemühlgrabens, während das Wasser des Pleißemühlgrabens über einen kurzen Querflutkanal zum Elstermühlgraben und weiter zur Weißen Elster geleitet wird.

## Geschichte

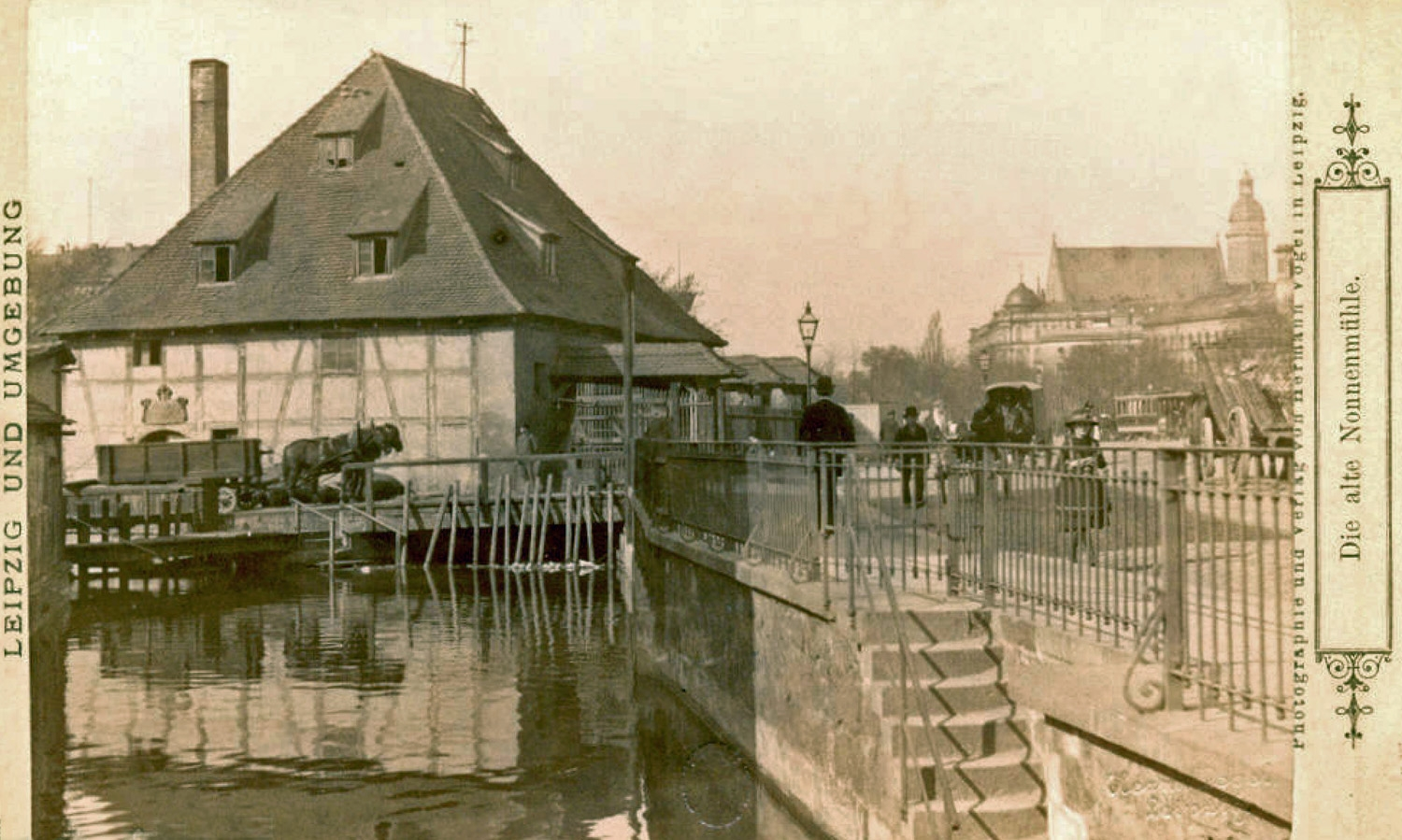
Die Nonnenmühle am Pleißemühlgraben um 1890

Die Geschichte des Pleißemühlgrabens reicht wie die des Elstermühlgrabens bis ins 10. Jahrhundert zurück, er diente ursprünglich dem Betrieb von Wassermühlen, so der Nonnenmühle vor der heutigen Karl-Tauchnitz-Straße, der Thomasmühle in Höhe des Thomaskirchhofs und der Barfußmühle an der heutigen Käthe-Kollwitz-Straße. Bisweilen wurde der Pleißemühlgraben selbst als Pleiße bezeichnet. Als letztes Teilstück der über Pleiße und Elster betriebenen Flößerei wurde er ab Mitte des 16. Jahrhunderts außerdem für den Holztransport verwendet. Das Holz landete auf dem Floßplatz, dem zentralen Umschlagplatz der Stadt für Bau- und Brennholz.
Bereits 1899 wurde der Teil des Pleißemühlgrabens zwischen der Promenaden- (heute Käthe-Kollwitz-) und der Centralstraße wegen der Verbreiterung und Bebauung des Rings überwölbt. Ab 1953 wurde ein Großteil des Grabens wegen der starken Wasserverschmutzung aus der Braunkohlenindustrie mit einer Wölbleitung überdeckt. Seit 1997 wird er mit teilweise leicht abweichendem Verlauf etappenweise wieder freigelegt und in das Stadtbild integriert. Die Abschnitte ab der Mahlmannstraße entlang der Wundtstraße, von der Wundtstraße zur Paul-Gruner-Straße, von der Riemannstraße am Reichsgerichtsgebäude vorbei bis zur Karl-Tauchnitz-Straße und von der Rudolph- bis zur Gottschedstraße sind bereits wieder geöffnet.
Als sich 2016 die Planungen für Sanierung der Leipziger Hauptfeuerwache konkretisierten, war eine Entscheidung über die Errichtung neuer Hofgebäude nötig, welche eine Offenlegung im historischen Verlauf blockiert hätten. Seitens der Stadtverwaltung wurde ein Alternativverlauf entlang des Goerdelerrings vorgeschlagen, um die Hofflächen weiterhin nutzen zu können. Im Rahmen einer Bürgerbeteiligung bis März 2018 erhielt der historische Verlauf fast zwei Drittel der 339 abgegebenen Stimmen. Der Leipziger Stadtrat entschied sich für eine Verlegung, nachdem die Verwaltung 12 Millionen Euro Mehrkosten für die historische Variante prognostiziert hatte.
2021 wurden Pläne bekannt, den Pleißemühlgraben wieder vom Elstermühlgraben zu trennen, seinen alten Verlauf zu öffnen und ihn im Rahmen der Errichtung der Anlage Feuerland des Zoo wieder mit der Parthe zu vereinen.

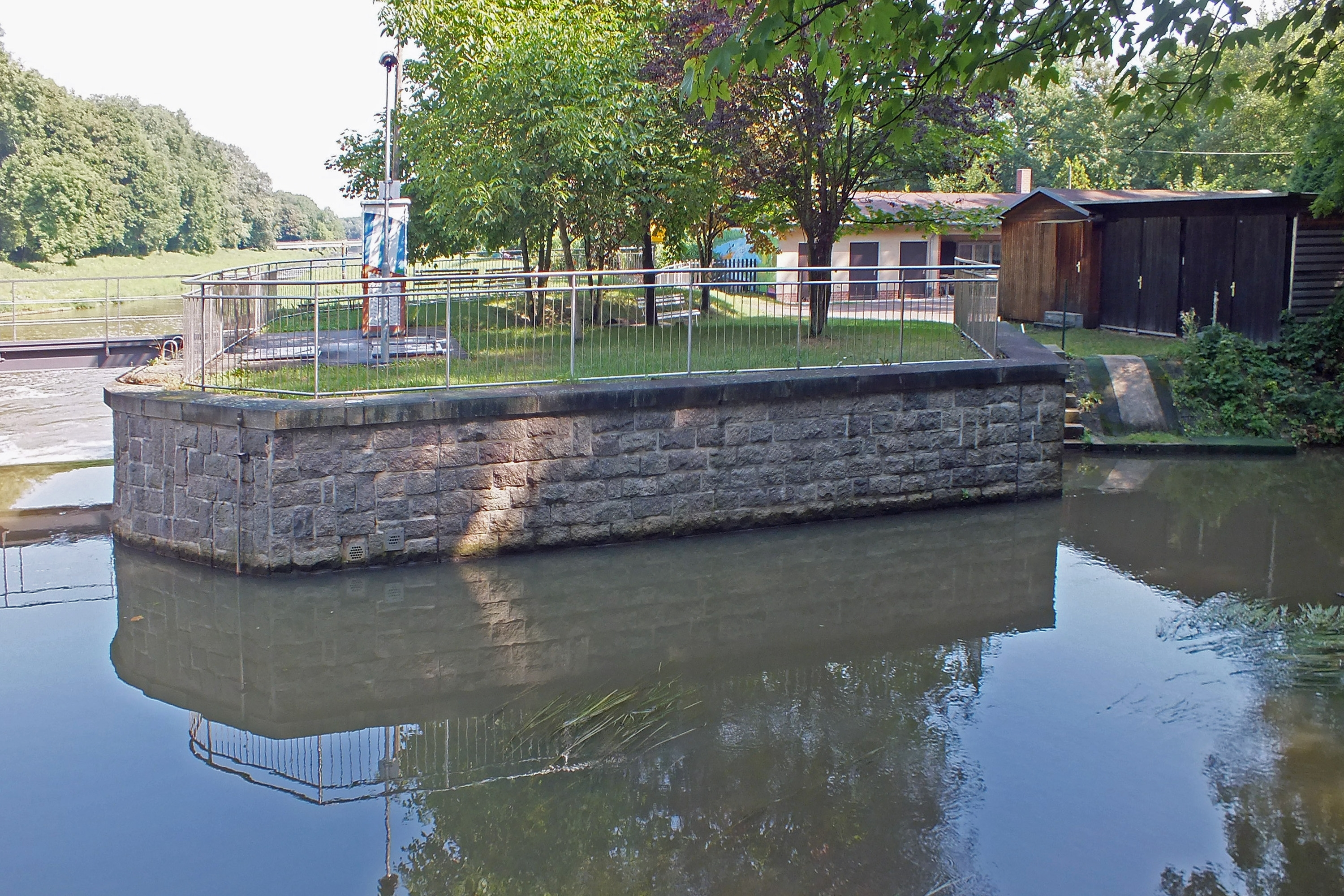
Der Beginn am Connewitzer Wehr (nach rechts)
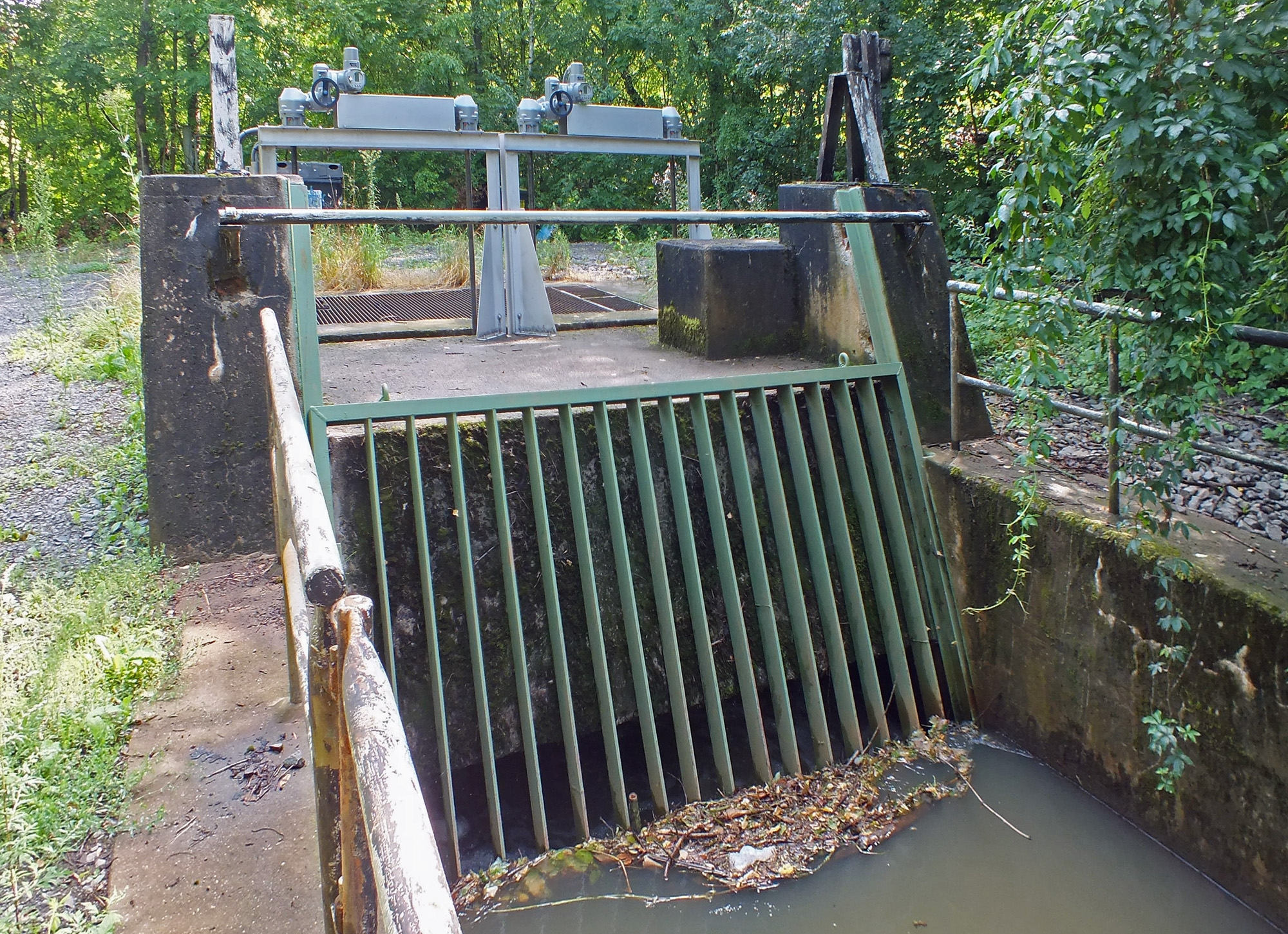
Einlauf in die Verrohrung südlich des Schleußiger Weges
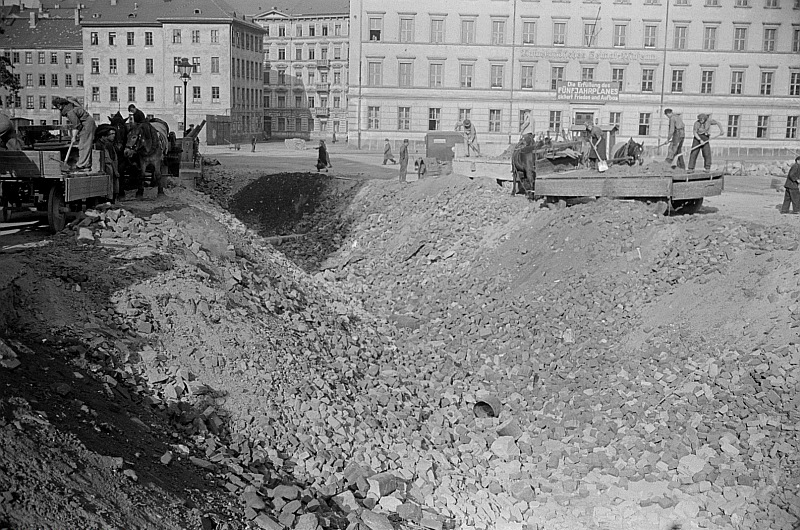
Zuschütten des Grabens 1951 am Naturkundemuseum
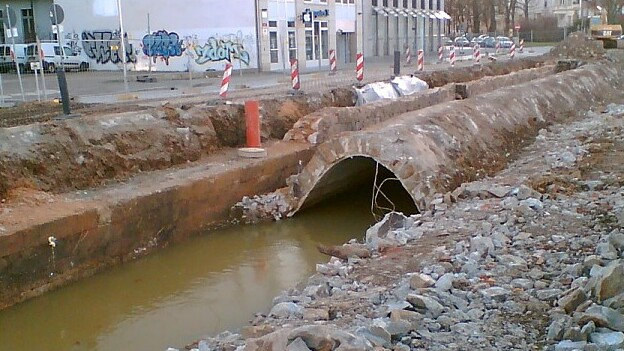
Freilegung eines verrohrten Abschnittes im Januar 2007
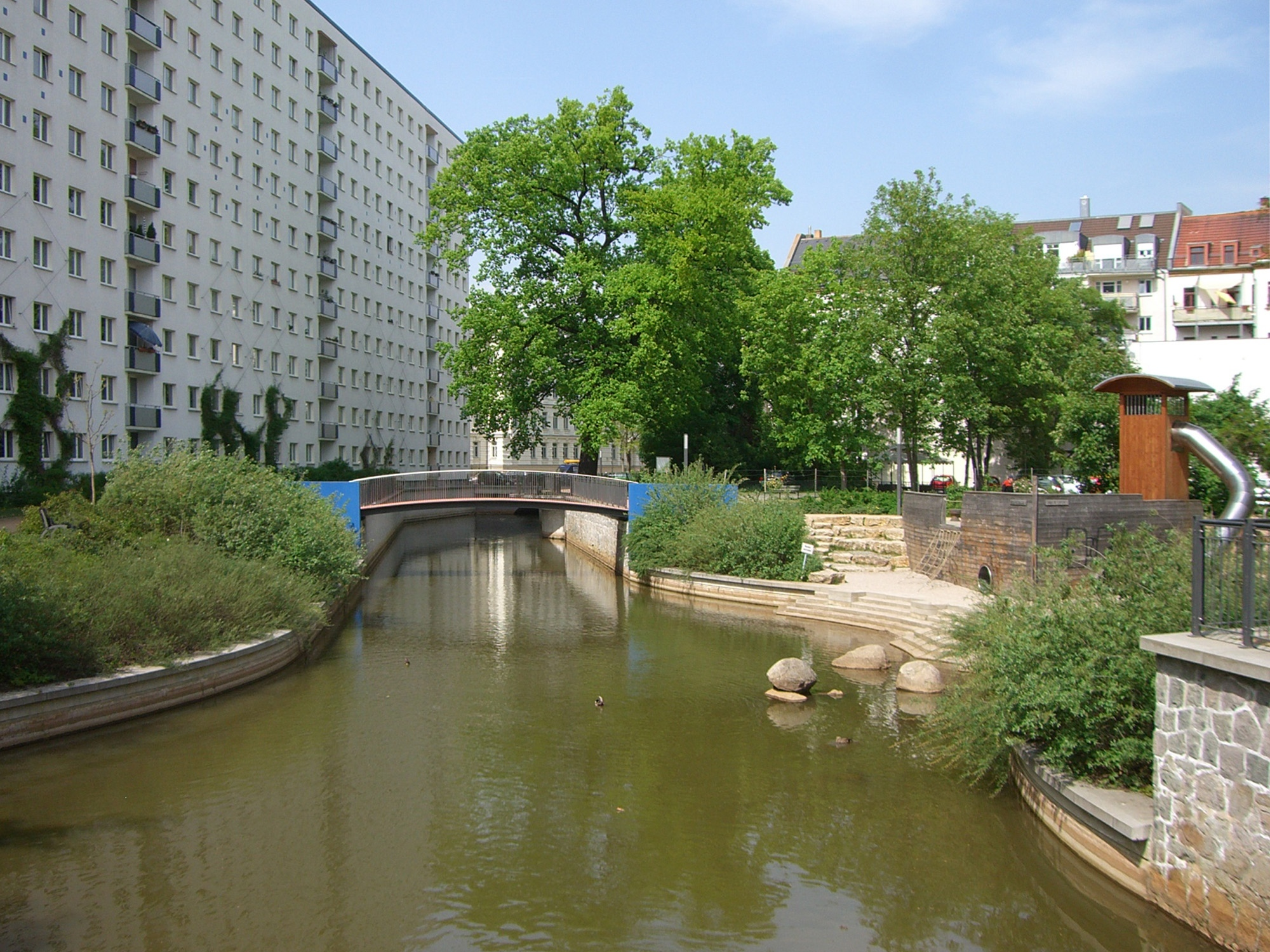
Der freigelegte Pleißemühlgraben an der Spießbrücke